# Hidayet Türkoğlu
Hidayet "Hedo" Türkoğlu (Estambul, 19 de marzo de 1979) es un exjugador de baloncesto turco que disputó 15 temporadas en la NBA. Con 2,08 metros de altura, su posición natural era la de alero.

## Carrera

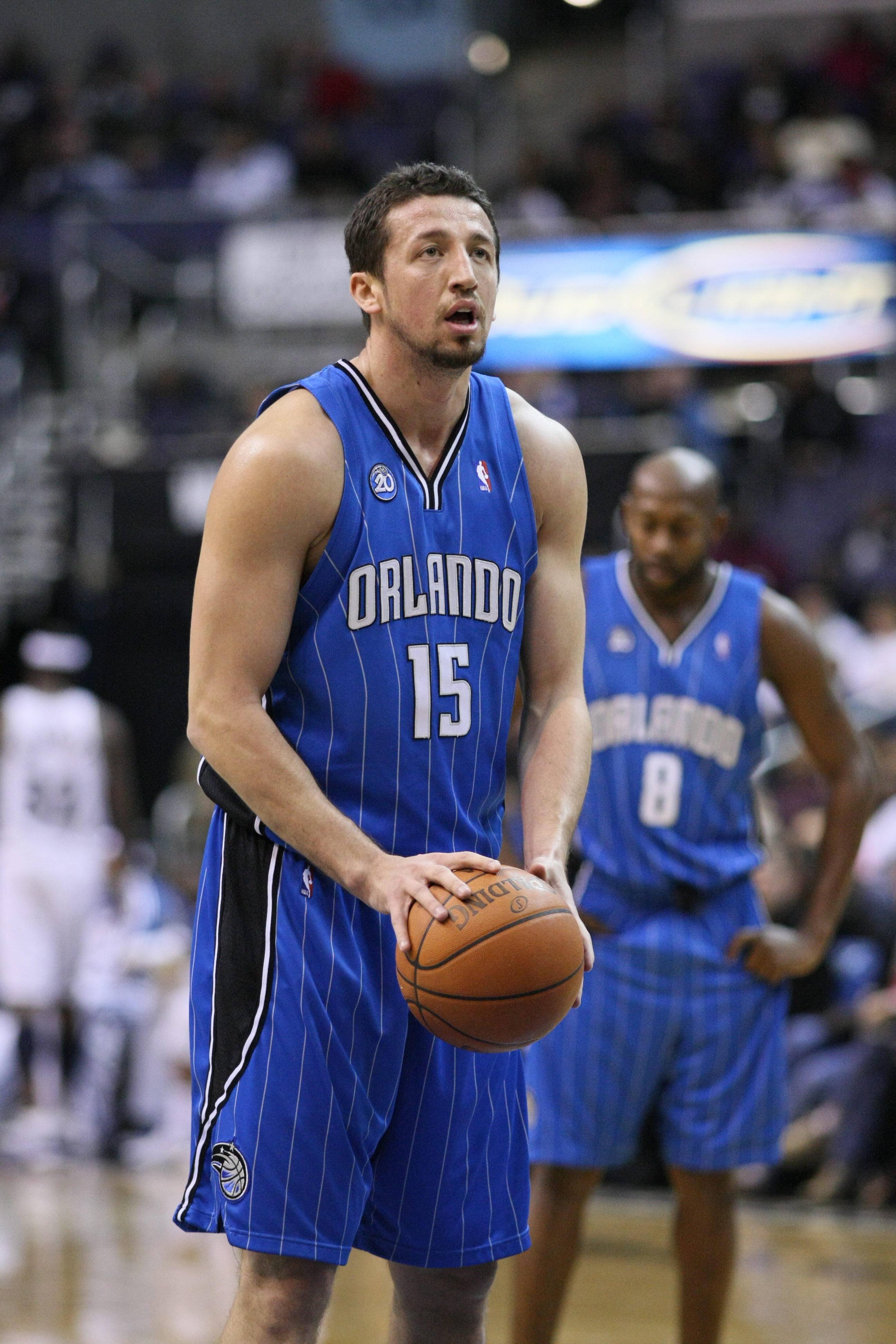
Türkoğlu con Orlando Magic en 2008.

Fue seleccionado por Sacramento Kings en la posición 16 del Draft de 2000 procedente del Efes Pilsen de Turquía. En su segunda campaña en la liga fue finalista en la carrera por el premio al Mejor Sexto Hombre promediando 10.1 puntos por partido, 4.5 rebotes y 2 asistencias saliendo desde el banquillo. En 2003 fue traspasado a San Antonio Spurs en un traspaso a tres bandas. En los Spurs promedió 9.2 puntos en 25.9 minutos de juego. En 2004 se convirtió en agente libre y el 14 de julio de ese año firmó con Orlando Magic donde a lo largo de cinco temporadas jugó en un gran nivel; entre sus logros se destacan haber superado los 13 puntos de promedio en todas las temporadas, conseguir el premio al Jugador Más Mejorado de la NBA en 2008., anotar 39 puntos -el máximo de su carrera-  durante un juego (frente a Washington Wizards, el 19 de marzo de 2008). En el 2009 disputó la final de la NBA en la que su equipo cayó derrotado frente a LA Lakers. A fines de junio de ese año se convirtió en agente libre finalizando su vínculo con Orlando.
En julio de 2009 se comprometió por cinco temporadas con los Toronto Raptors.
El 11 de julio de 2010, Phoenix Suns traspasó Leandro Barbosa a los Raptors a cambio de Türkoğlu, junto a una futura elección de segunda ronda a Atlanta Hawks por Josh Childress.
El 18 de diciembre de 2010, Turkoglu regresa a los Orlando Magic en un traspaso que incluía a sus compañeros de Phoenix Suns Jason Richardson y Earl Clark a cambio de Vince Carter, Marcin Gortat, Mickaël Piétrus y una futura 1.º ronda del Draft.
El 3 de enero de 2014 es cortado por los Magic sin haber disputado un solo encuentro de la 2013–14. Días después, el 16 de enero, firma con [Los Angeles Clippers]] hasta final de temporada.
El 12 de septiembre de 2014 renueva con los Clippers por una temporada.

## Estadísticas de su carrera en la NBA

### Temporada regular
| Año     | Equipo        | PJ  | PT  | MPP  | %TC  | %3P  | %TL  | RPP | APP | ROB | TPP | PPP  |
| ------- | ------------- | --- | --- | ---- | ---- | ---- | ---- | --- | --- | --- | --- | ---- |
| 2000–01 | Sacramento    | 74  | 7   | 16.8 | .412 | .326 | .777 | 2.8 | .9  | .7  | .3  | 5.3  |
| 2001–02 | Sacramento    | 80  | 10  | 24.6 | .422 | .368 | .726 | 4.5 | 2.0 | .7  | .4  | 10.1 |
| 2002–03 | Sacramento    | 67  | 11  | 17.5 | .422 | .372 | .800 | 2.8 | 1.3 | .4  | .2  | 6.7  |
| 2003–04 | San Antonio   | 80  | 44  | 25.9 | .406 | .419 | .708 | 4.5 | 1.9 | 1.0 | .4  | 9.2  |
| 2004–05 | Orlando       | 67  | 11  | 26.2 | .419 | .380 | .836 | 3.5 | 2.3 | .6  | .3  | 14.0 |
| 2005–06 | Orlando       | 78  | 59  | 33.5 | .454 | .403 | .861 | 4.3 | 2.8 | .9  | .3  | 14.9 |
| 2006–07 | Orlando       | 73  | 73  | 31.1 | .419 | .388 | .781 | 4.0 | 3.2 | 1.0 | .2  | 13.3 |
| 2007–08 | Orlando       | 82  | 82  | 36.9 | .456 | .400 | .829 | 5.7 | 5.0 | .9  | .3  | 19.5 |
| 2008–09 | Orlando       | 77  | 77  | 36.6 | .413 | .356 | .807 | 5.3 | 4.9 | .8  | .2  | 16.8 |
| 2009–10 | Toronto       | 74  | 69  | 30.7 | .409 | .374 | .774 | 4.6 | 4.1 | .7  | .4  | 11.3 |
| 2010–11 | Phoenix       | 25  | 16  | 25.2 | .440 | .423 | .722 | 4.0 | 2.3 | .7  | .6  | 9.5  |
| 2010–11 | Orlando       | 56  | 56  | 33.9 | .448 | .404 | .667 | 4.6 | 5.1 | 1.0 | .4  | 11.4 |
| 2011–12 | Orlando       | 53  | 53  | 31.2 | .415 | .353 | .705 | 3.8 | 4.4 | .8  | .3  | 10.9 |
| 2012-13 | Orlando       | 11  | 1   | 17.2 | .264 | .042 | .500 | 2.4 | 2.1 | .6  | .1  | 2.9  |
| 2013-14 | L.A. Clippers | 38  | 0   | 10.3 | .385 | .440 | .500 | 2.3 | .9  | .5  | .3  | 3.0  |
| 2014-15 | L.A. Clippers | 62  | 2   | 11.4 | .441 | .432 | .545 | 1.6 | .6  | .3  | .1  | 3.7  |
| Total   | Total         | 997 | 571 | 26.8 | .426 | .384 | .784 | 4.0 | 2.8 | .8  | .3  | 11.1 |

### Playoffs
| Año   | Equipo        | PJ | PT | MPP  | %TC  | %3P  | %TL   | RPP | APP | ROB | TPP | PPP  |
| ----- | ------------- | -- | -- | ---- | ---- | ---- | ----- | --- | --- | --- | --- | ---- |
| 2001  | Sacramento    | 8  | 0  | 17.6 | .435 | .571 | 1.000 | 3.5 | 1.4 | .4  | .1  | 7.5  |
| 2002  | Sacramento    | 16 | 8  | 27.7 | .401 | .353 | .516  | 5.2 | 1.4 | .4  | .6  | 8.6  |
| 2003  | Sacramento    | 10 | 5  | 17.4 | .360 | .286 | .722  | 2.9 | 1.4 | 1.2 | .5  | 5.3  |
| 2004  | San Antonio   | 10 | 10 | 27.1 | .321 | .333 | .611  | 4.5 | 1.5 | .9  | .1  | 7.7  |
| 2007  | Orlando       | 4  | 4  | 39.0 | .500 | .333 | .500  | 3.3 | 3.5 | 1.2 | 1.0 | 13.8 |
| 2008  | Orlando       | 10 | 10 | 39.9 | .447 | .286 | .848  | 6.4 | 5.5 | .8  | .2  | 17.5 |
| 2009  | Orlando       | 24 | 24 | 38.9 | .427 | .386 | .817  | 4.5 | 4.8 | .8  | .2  | 15.8 |
| 2011  | Orlando       | 6  | 6  | 34.8 | .294 | .233 | .571  | 3.2 | 3.7 | 1.3 | .2  | 9.2  |
| 2012  | Orlando       | 5  | 5  | 32.4 | .366 | .417 | .636  | 2.8 | 2.4 | 1.0 | .8  | 8.4  |
| 2014  | L.A. Clippers | 5  | 0  | 8.2  | .462 | .400 | .000  | 1.0 | .2  | .6  | .0  | 3.2  |
| Total | Total         | 98 | 72 | 29.9 | .406 | .350 | .751  | 4.2 | 2.9 | .8  | .3  | 10.7 |